# Elatostema abangense
Elatostema abangense là loài thực vật có hoa trong họ Tầm ma. Loài này được Amshoff mô tả khoa học đầu tiên năm 1950.